# Talinum
Genre
Talinum est un genre de plantes dicotylédones de la famille des Talinaceae (anciennement classé chez les Portulacaceae), originaire des régions tropicales d'Amérique, d'Afrique et d'Asie, qui compte une trentaine d'espèces acceptées.
Ce sont des plantes herbacées, succulentes, annuelles ou vivaces, pouvant atteindre 1,5 mètre de haut.
Les feuilles de certaines espèces du genre sont comestibles, en particulier Talinum fruticosum, qui est grandement cultivée dans les régions tropicales en tant que légume-feuille. 
Une autre espèce du genre, Talinum paniculatum, est cultivée comme plante ornementale.

## Taxinomie

### Liste d'espèces
Selon Plants of the World online (POWO) (23 novembre 2021) :
- Talinum albiflorum (Appleq.) Christenh. & Byng
- Talinum ankaranense (Appleq.) Christenh. & Byng
- Talinum arnotii Hook.f.
- Talinum aurantiacum Engelm.
- Talinum boivinianum (Baill.) Christenh. & Byng
- Talinum bosseri (Appleq.) Christenh. & Byng
- Talinum caffrum (Thunb.) Eckl. & Zeyh.
- Talinum crispatulum Dinter
- Talinum dauphinense (Scott Elliot) Christenh. & Byng
- Talinum domingense Urb. & Ekman
- Talinum fruticosum (L.) Juss.
- Talinum grevei (Danguy) Christenh. & Byng
- Talinum humbertii (Appleq.) Christenh. & Byng
- Talinum latifolium (Appleq.) Christenh. & Byng
- Talinum lineare Kunth
- Talinum microphyllum (Eggli) Christenh. & Byng
- Talinum nocturnum Bacig.
- Talinum pachypodum (Eggli) Christenh. & Byng
- Talinum paniculatum (Jacq.) Gaertn.
- Talinum polygaloides Gillies ex Arn.
- Talinum porphyreum M.Mend. & J.R.I.Wood
- Talinum portulacifolium (Forssk.) Asch. ex Schweinf.
- Talinum sonorae D.J.Ferguson
- Talinum tenuissimum Dinter
- Talinum tsitondroinense (Appleq.) Christenh. & Byng
- Talinum tuberosum (Benth.) P.Wilson
- Talinum xerophilum (Appleq.) Christenh. & Byng

### Synonymes
Selon Plants of the World online (POWO) (23 novembre 2021) :
- Orygia Forssk.
- Chromanthus Phil.
- Eutmon Raf.
- Helianthemoides Medik.
- Sabouraea Leandri
- Talinella Baill.
- Talinium Raf.